# Euphrasia scutellarioides
Euphrasia scutellarioides är en snyltrotsväxtart som beskrevs av Herbert Fuller Wernham. Euphrasia scutellarioides ingår i släktet ögontröster, och familjen snyltrotsväxter. Inga underarter finns listade i Catalogue of Life.